# Allegretto Nuzi
Allegretto Nuzi  ou Allegretto di Nuzi, (Fabriano, env.1315 - Fabriano, 1373) est un peintre italien du gothique international flamboyant

## Biographie
Probablement élève du  Maestro di Campodonico et à Florence en 1346, Allegretto Nuzi retourne à Fabriano dans l’actuelle province d’Ancône de sa région natale des Marches où il fait probablement montre du style toscan hérité de Bernardo Daddi et de Maso di Banco.
Il est en outre au contact des écoles d'Orvieto  et de Sienne et oscille entre les récits narratifs des Histoires de San Lorenzo (peints à fresque dans la Cathédrale de San Venanzio à Fabriano) et la monumentalité solennelle et finement décorée des retables visibles en la pinacothèque de Fabriano.
Représentant de premier plan de l’art pictural des Marches de son temps, ses figures, aux contours nets quasiment calligraphiques, ont été un exemple pour Gentile da Fabriano.

## Œuvres

### Principales datées
- Maestà (1345), église San Lucia, puis conservée à l'église San Domenico, Fabriano
- Madonna in trono con santi (1354), polyptyque, National Gallery of Art de Washington
- Cristo benedicente (~1360), Bowdoin College Museum of Art, Brunswick
- Incoronazione della Vergine (~1360), Southampton City Art Gallery de Southampton
- Storie di san Lorenzo (1365), fresque de la chapelle San Lorenzo  du dôme de Fabriano (chiesa di San Venanzio).
- Vierge à l'Enfant en chaire entre saint Michel et sainte Ursule (1365), triptyque, Musées du Vatican, Rome. (provient de l'église Sainte-Lucie à Fabriano).
- Madonna dell'umiltà (1366), pinacothèque communale Tacchi-Venturi de San Severino Marche.
- Madonna in trono e santi (1369), triptyque  de la cathédrale de Macerata.
- Storie di sant'Orsolo (1370), fresque, église San Lucia, puis conservée à l'église San Domenico, Fabriano
- San Nicola da Tolentino, santo Stefano e sant'Agostino che presenta la Regola (1372), pinacothèque civique B.Molajoli, Fabriano.

Madonna and Child With Saints,Crucifixion,Nativity"(triptych)Detroit Institute of Art

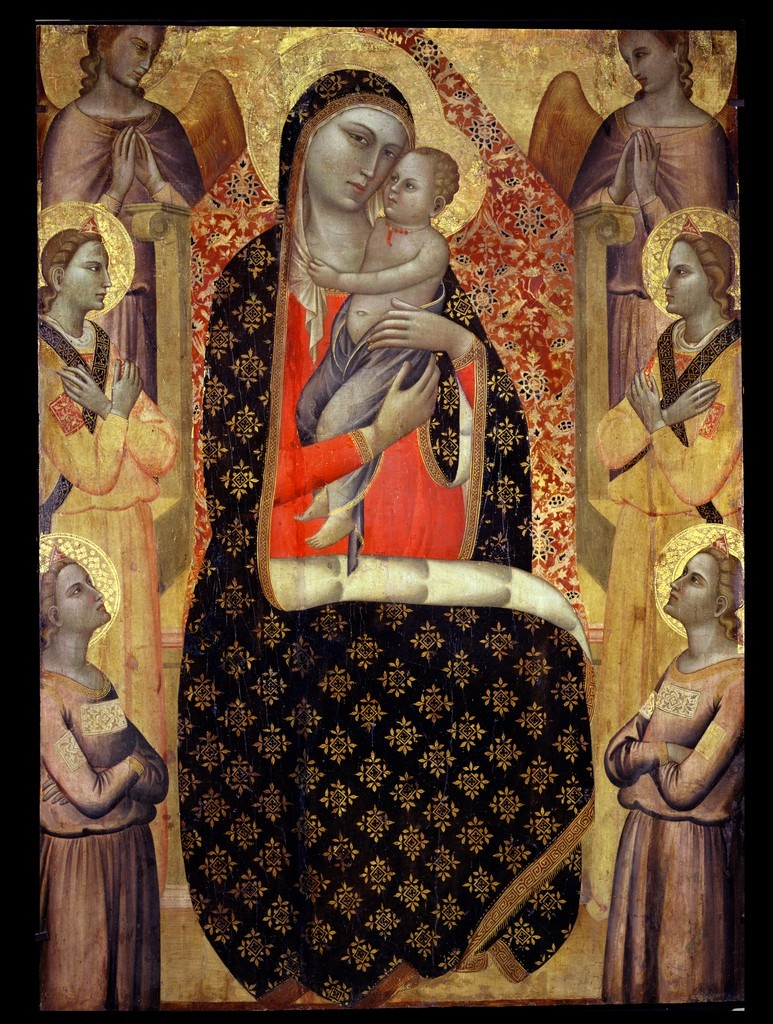
Vierge à l’Enfant avec Anges, 1360/70, Petit Palais Avignon.
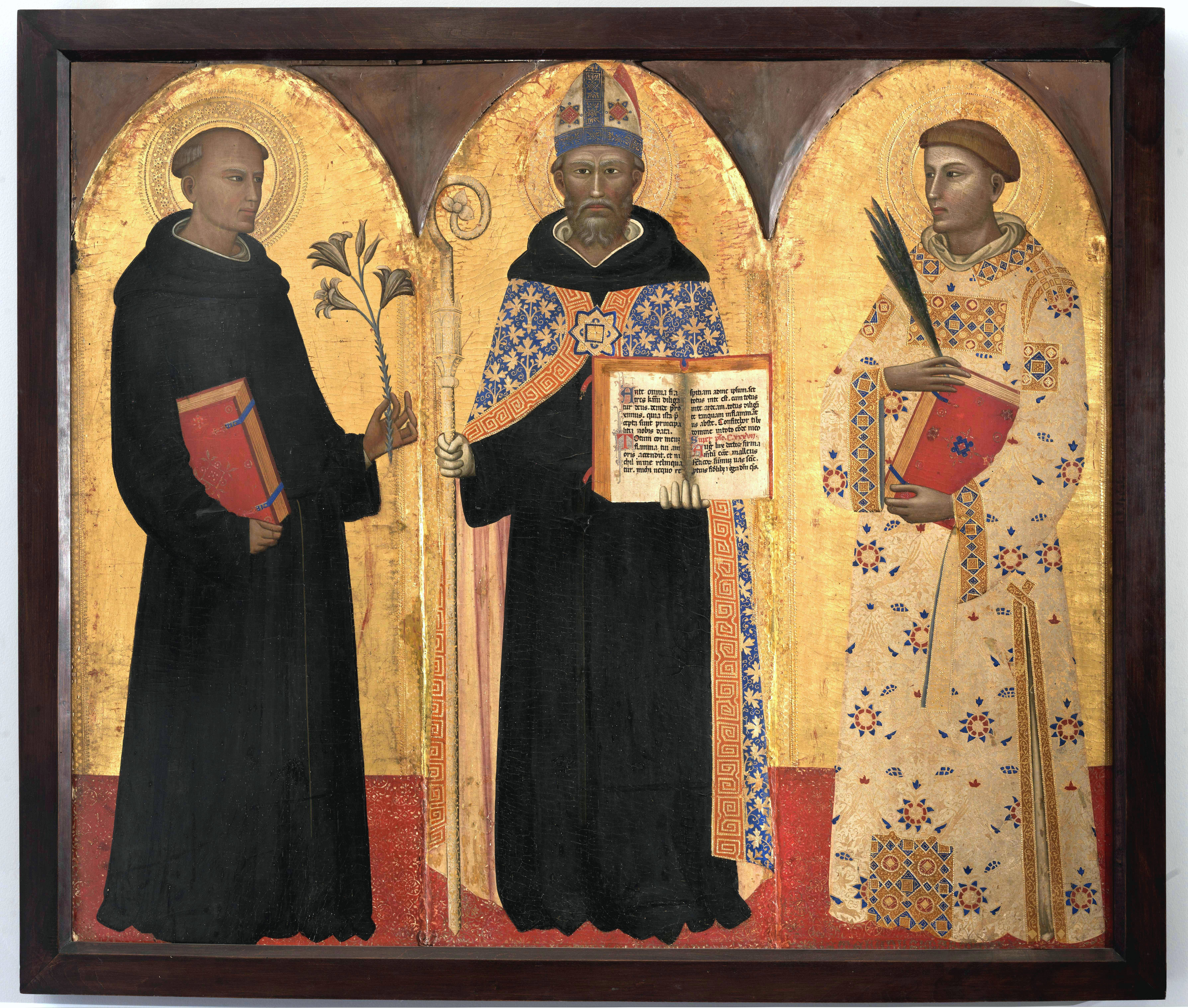
Saint Augustin entre saint Nicolas de Tolentino et saint Etienne, Pinacothèque Civique de Fabriano
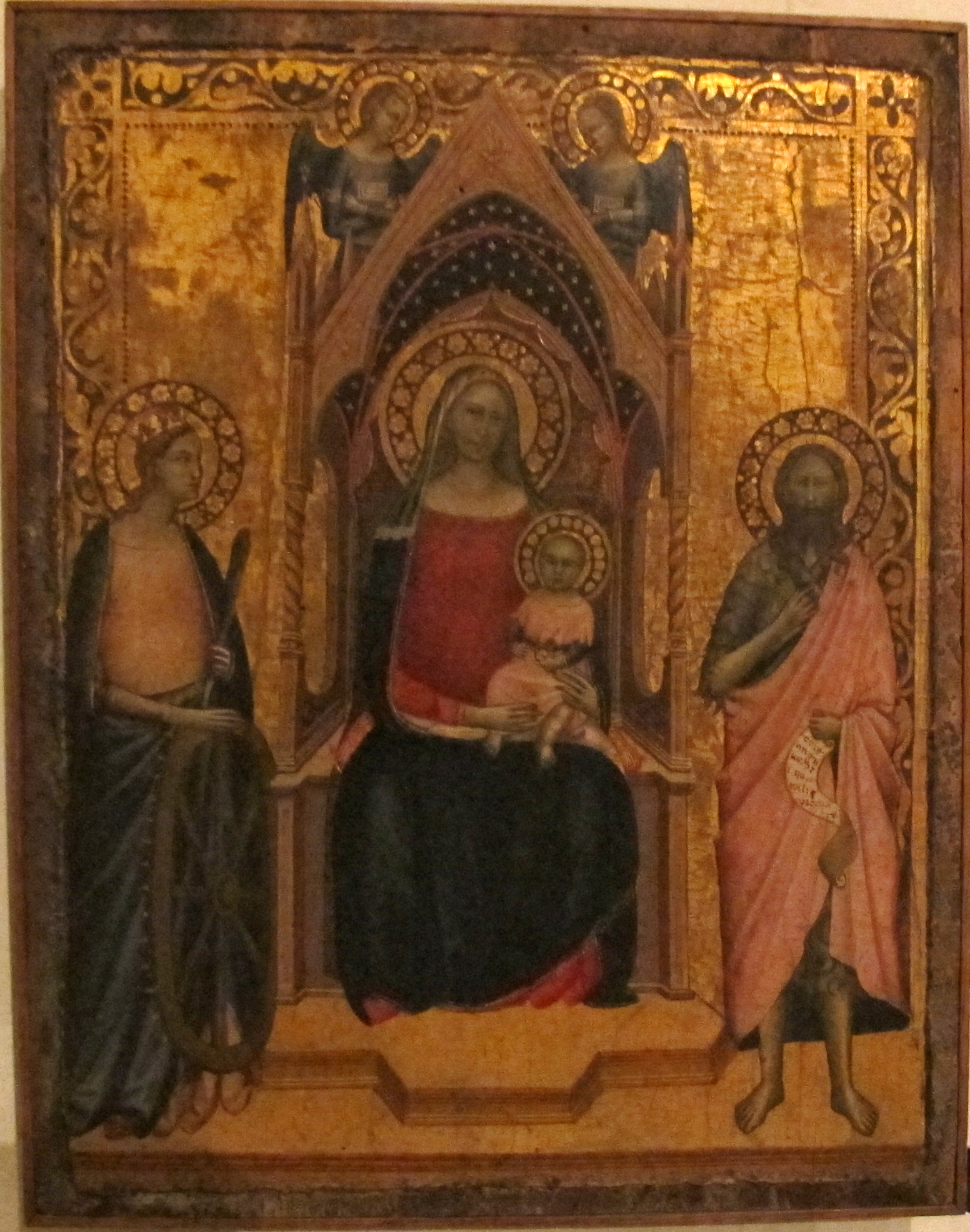
Madone en Trône et saints, 1380/90, Fabriano
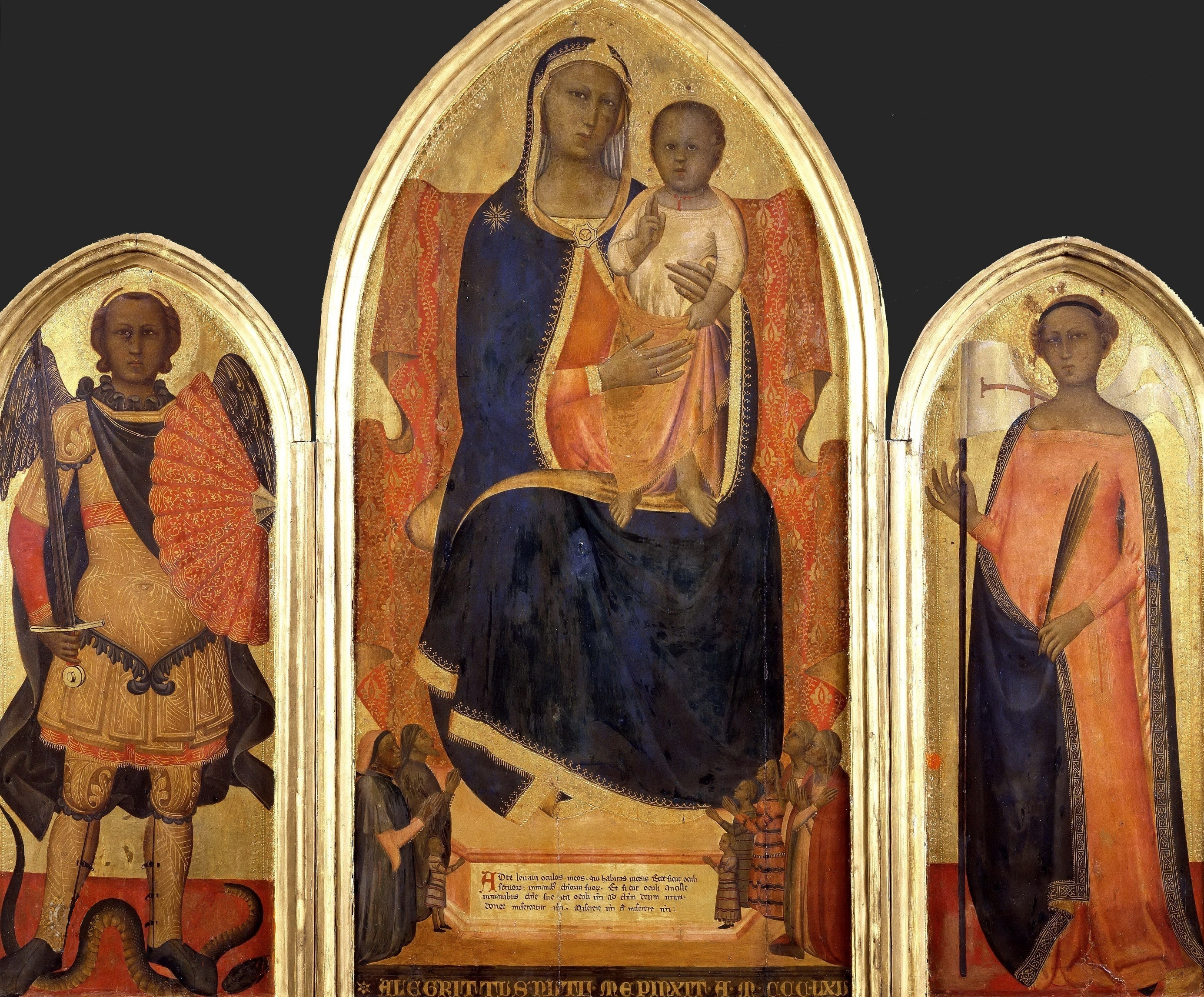
Triptyque, Pinacothèque Vaticane

### Non datées
- Madonna con Bambino, santa Maria Maddalena, san Giovanni Evangelista, san Bartolomeo, San Venanzio, polyptyque, pinacothèque civique B. Molajoli de Fabriano
- San Giovanni Battista e san Venanzio, prédelle d'un polyptyque, pinacothèque civique B. Molajoli de Fabriano
- Santa Caterina e San Bartolomeo, prédelle d'un polyptyque, National Gallery de Londres
- Madonna col Bambino, san Michele e sant'Orsola, pinacothèque du Vatican à Rome

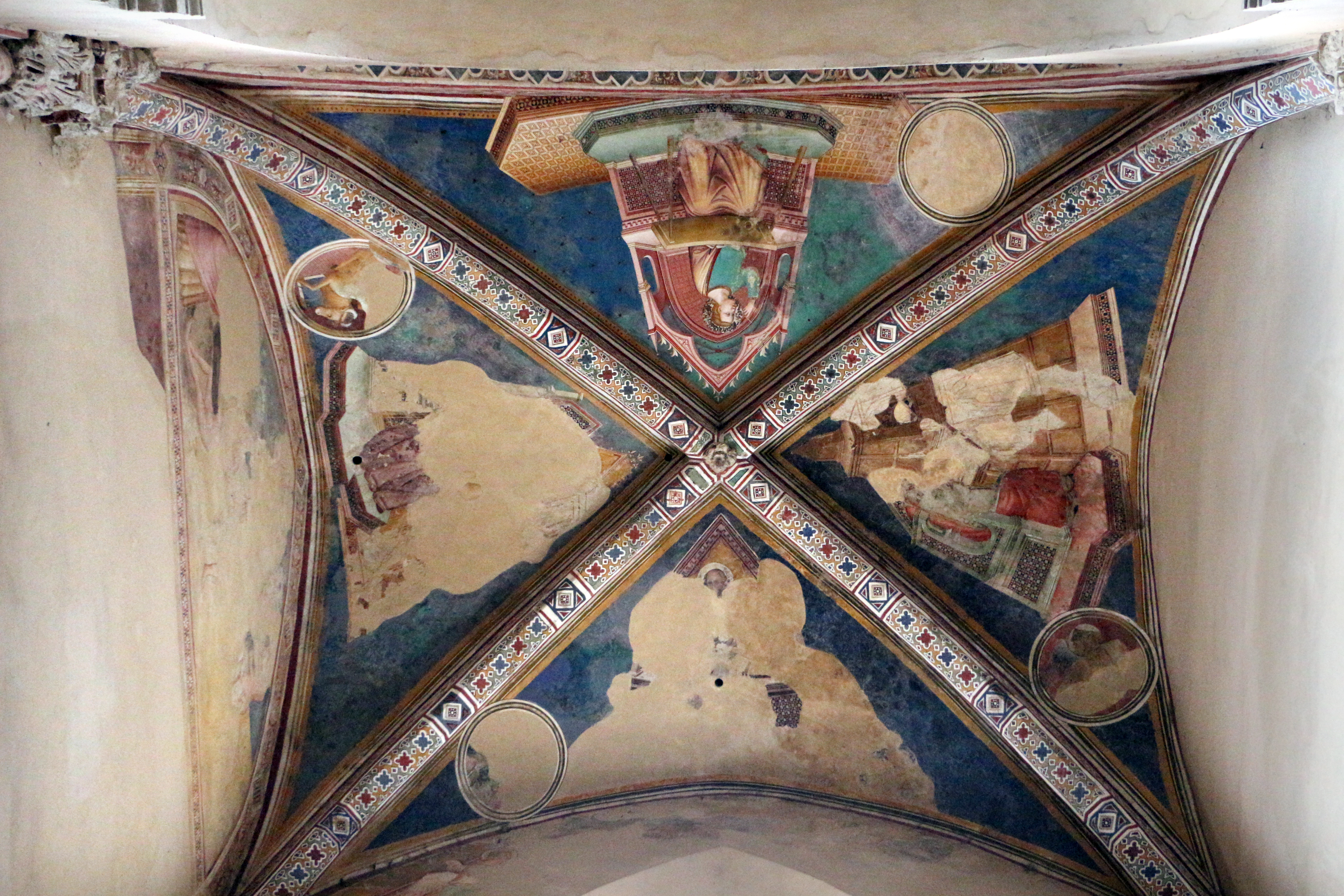
Fresque des Evangélistes
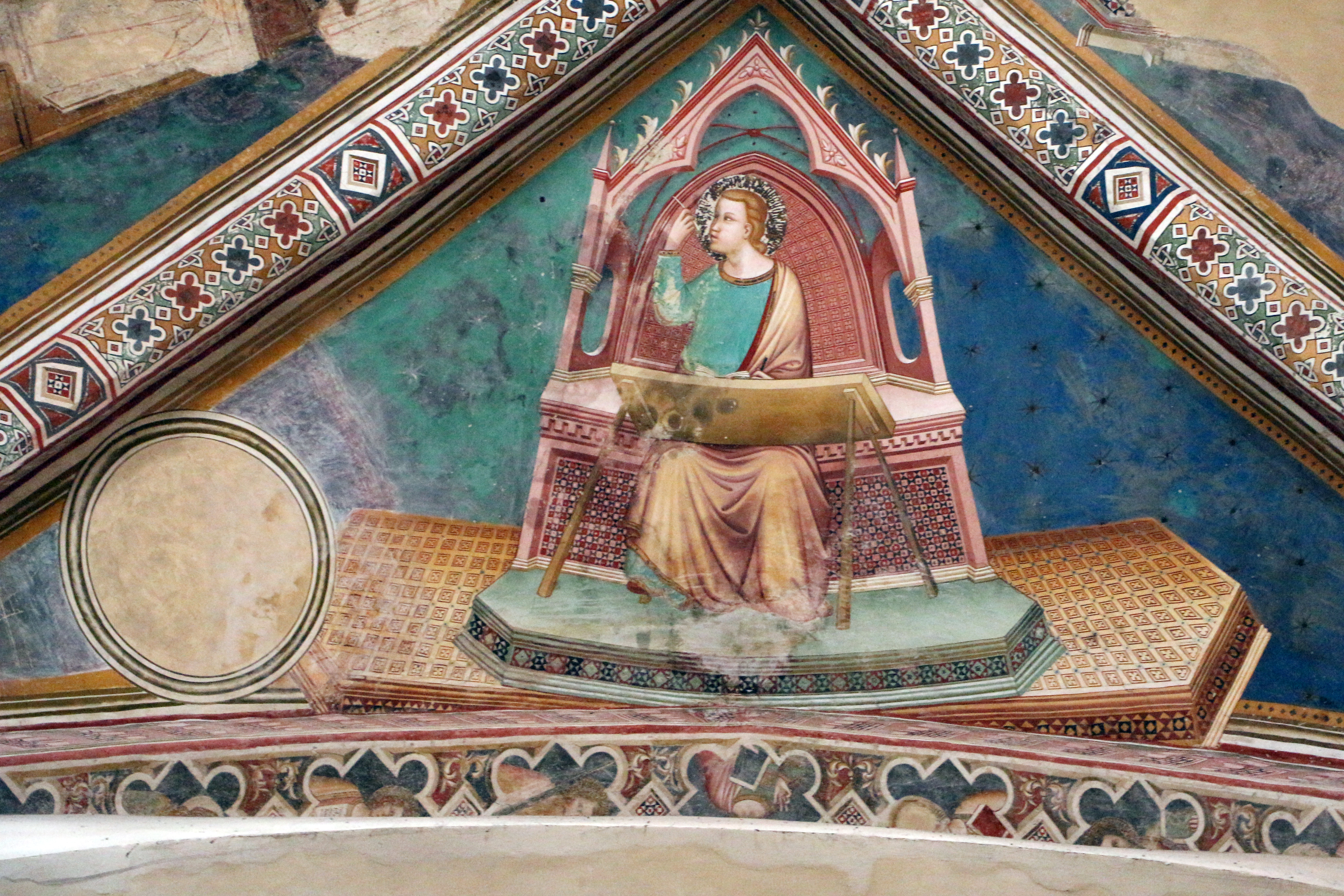
Evangéliste
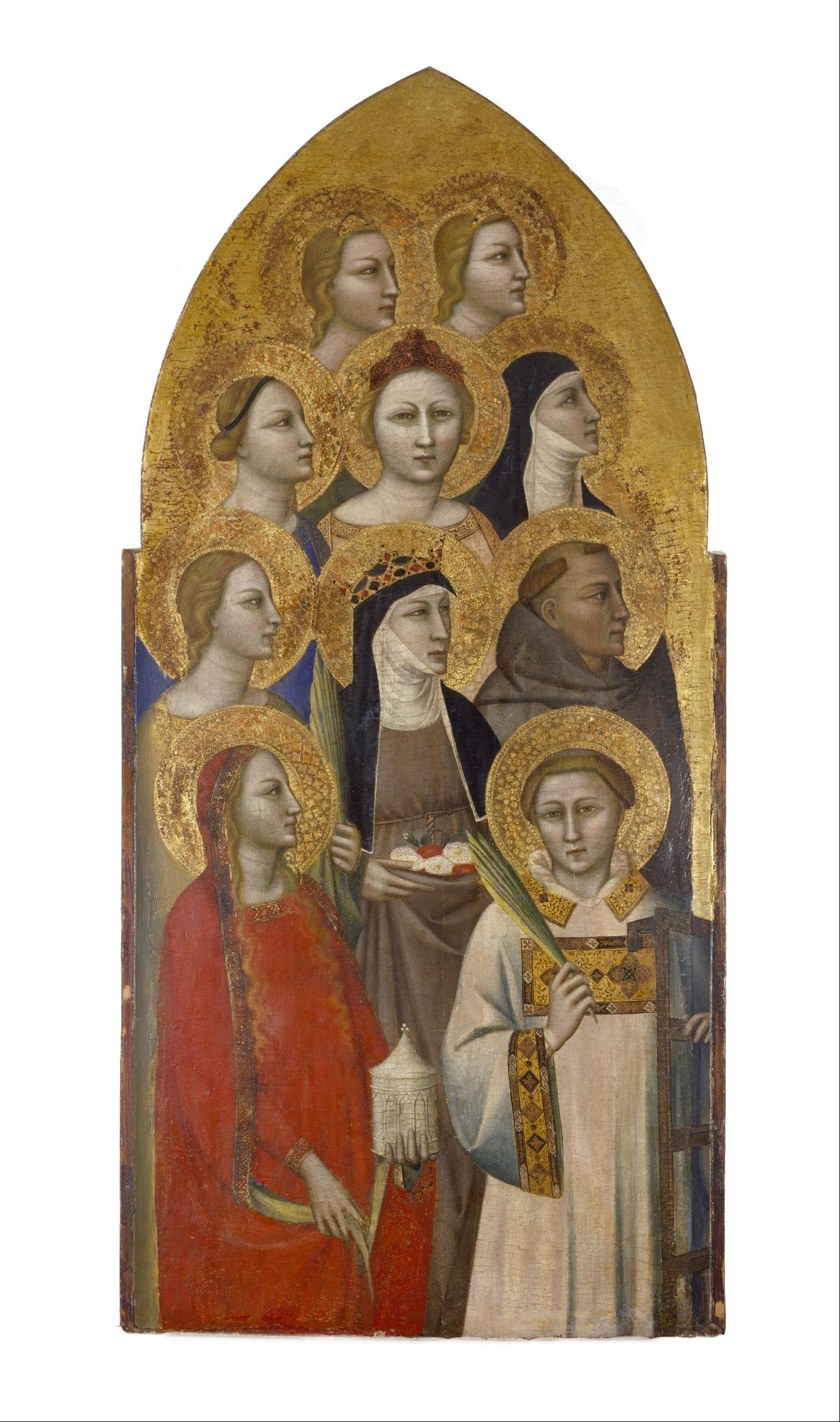
Détail de Triptyque
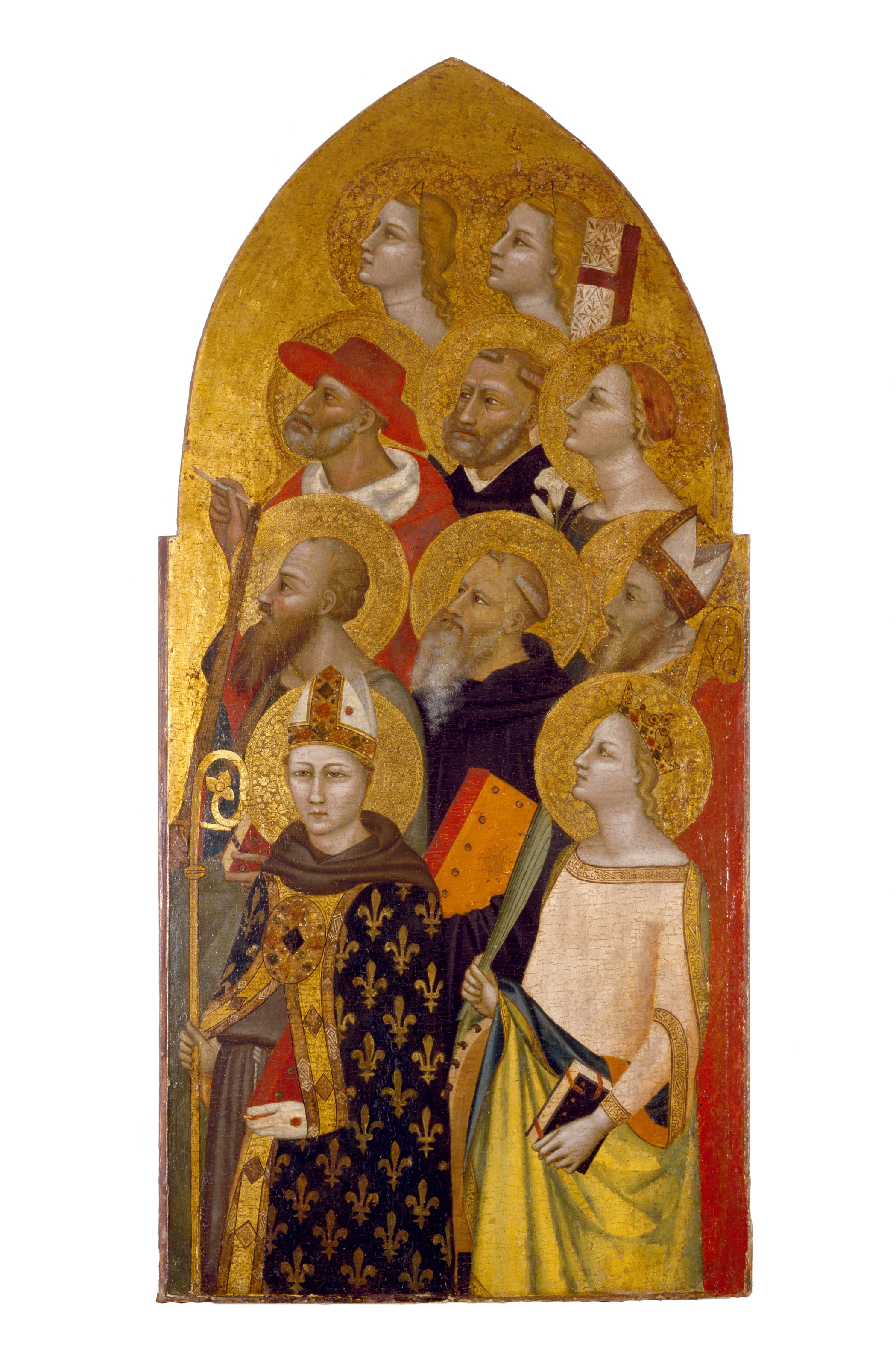
Détail de Triptyque
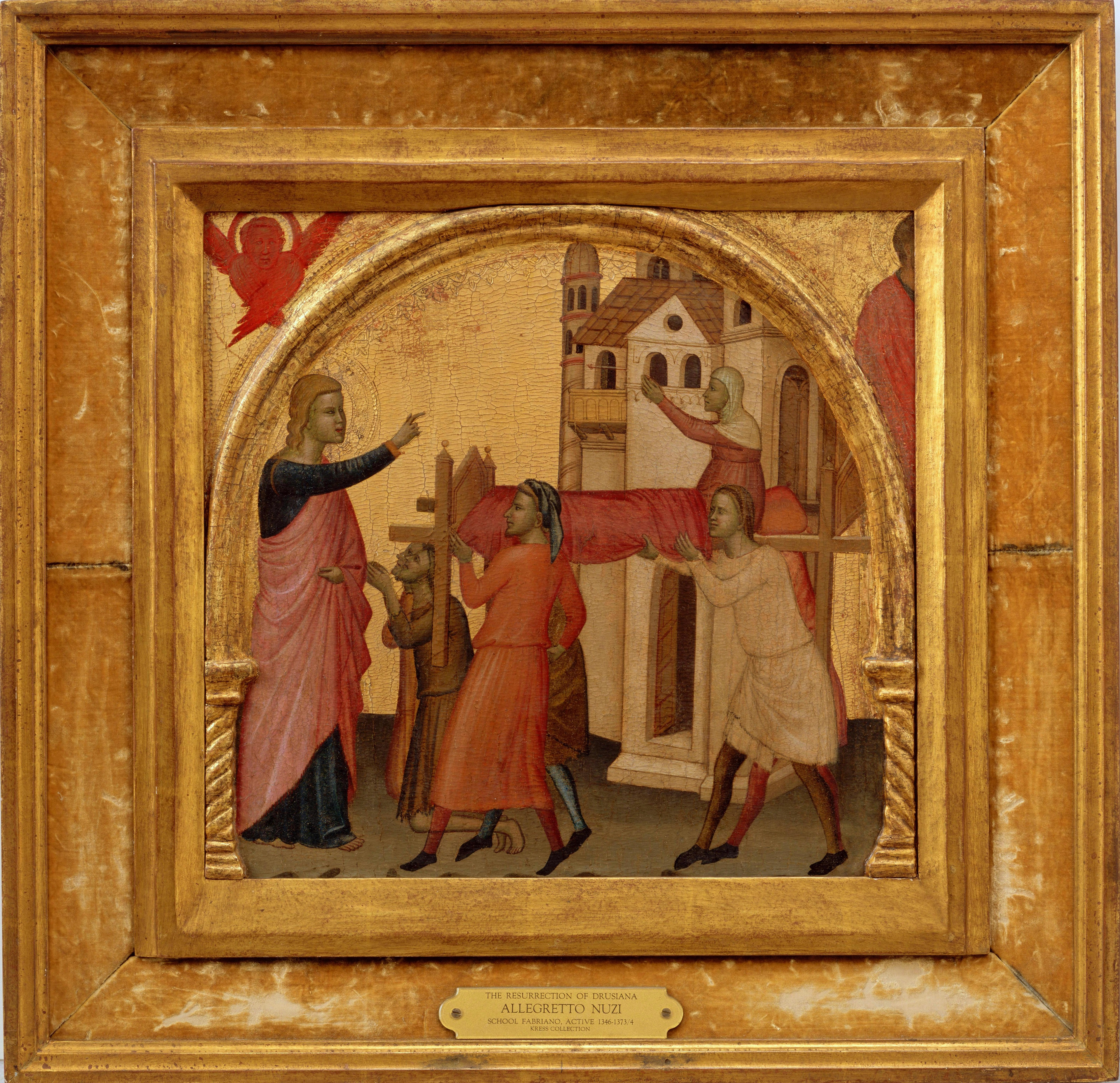
La Résurrection de Drusiana, env.1370, Portland Art Museum
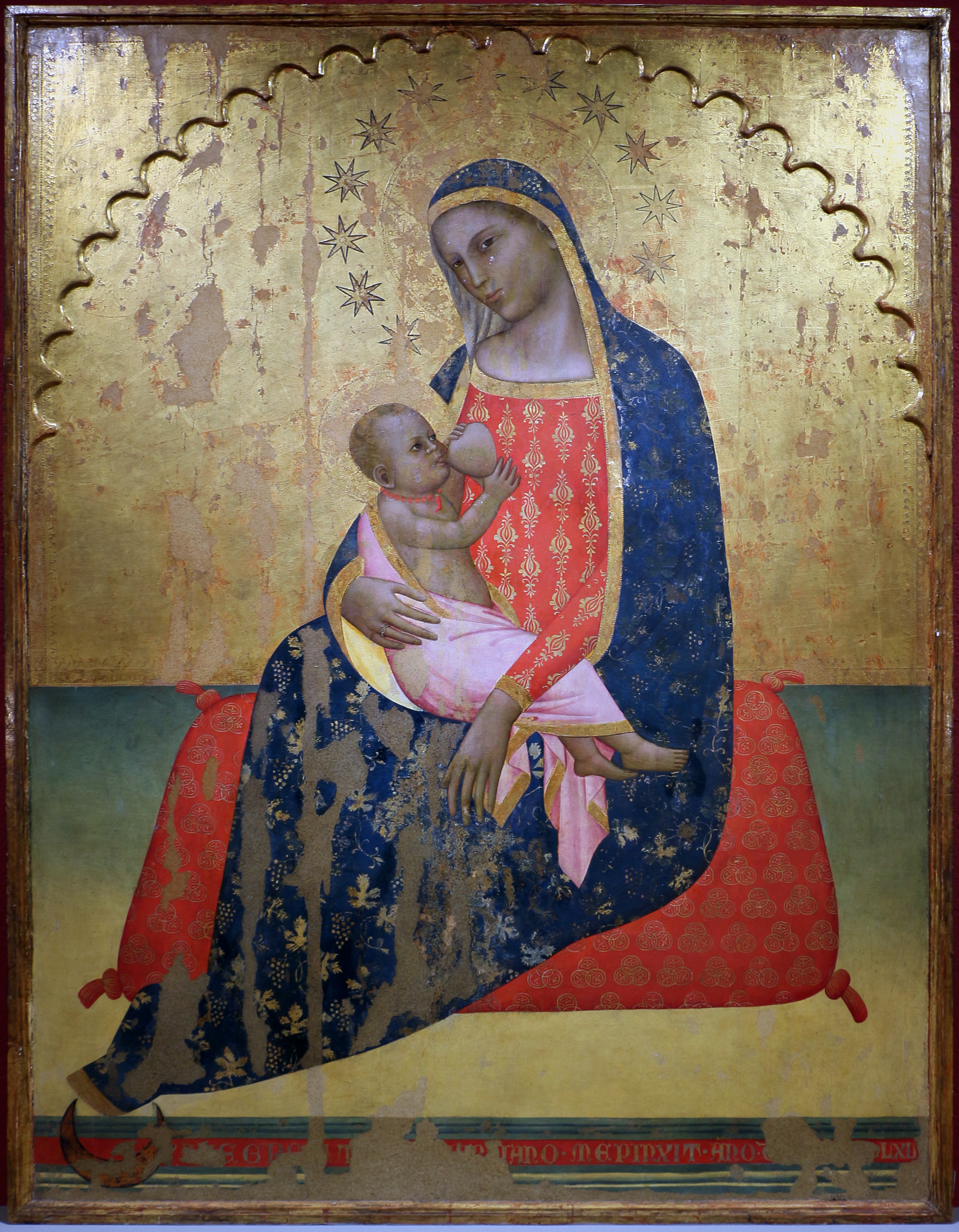
Madone de l’Humilité, 1365
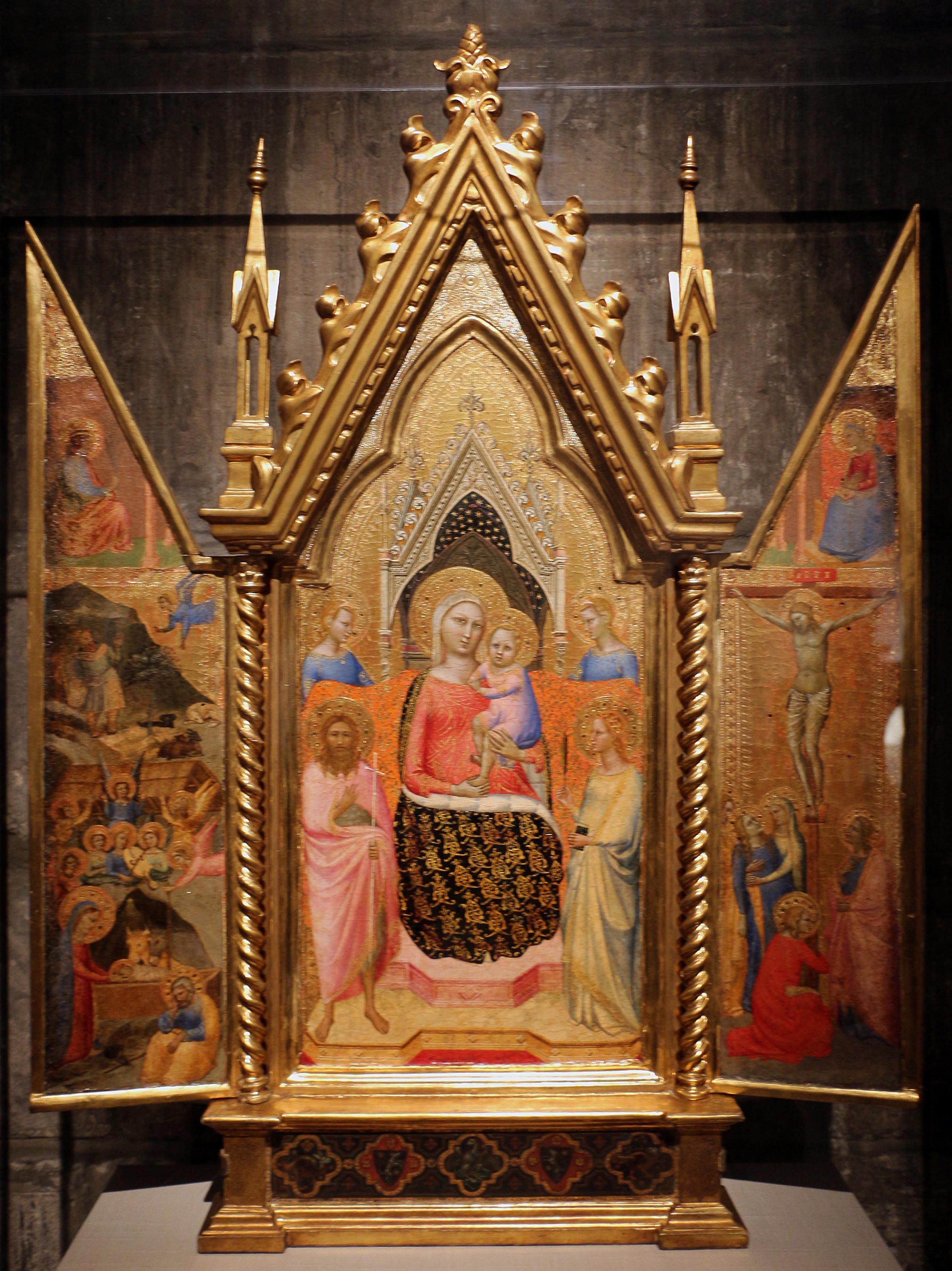
Triptyque de la Madone à l’Enfant et saints avec Crucifixion et Nativité, 1350
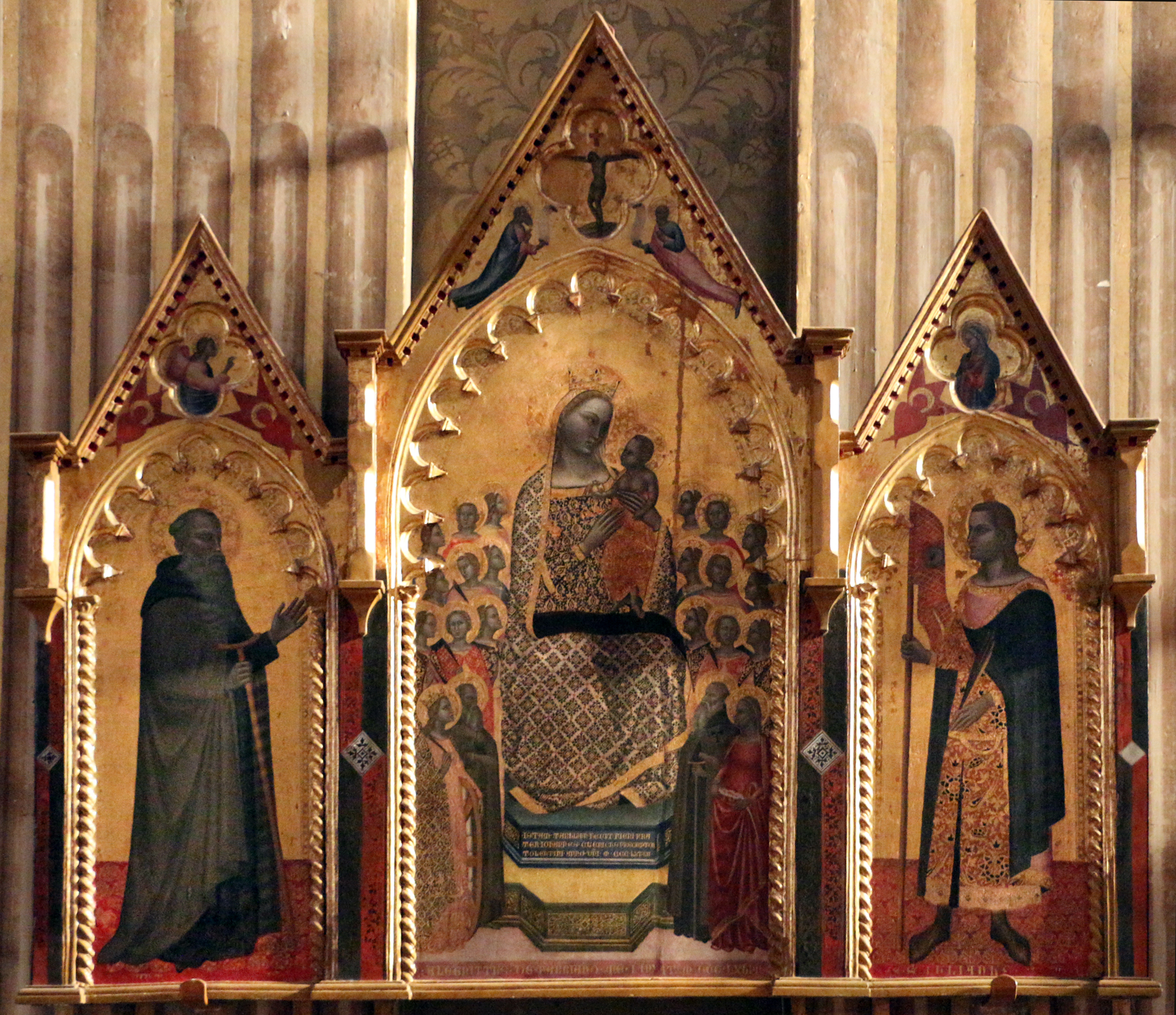
Madone à l’Enfant avec Anges, Saints entre saint Antoine Abbé et saint Julien, 1369

## Liens
- Peintres nés dans les Marches

## Sources
- (it) Cet article est partiellement ou en totalité issu de l’article de Wikipédia en italien intitulé « Allegretto Nuzi » (voir la liste des auteurs).